# Migliarino
Migliarino (emilián nyelven Miarìn) település Olaszországban, Emilia-Romagna régióban, Ferrara megyében. Lakosainak száma 3625 fő (2013. szeptember 30.). Migliarino Codigoro, Massa Fiscaglia, Migliaro, Ostellato, Tresigallo és Jolanda di Savoia községekkel határos.

## Népesség
A település lakossága az elmúlt években az alábbi módon változott:
| Lakosok száma | 3674 | 3695 | 3625 |
|               | 2001 | 2011 | 2013 |